# Palaquium vitilevuense
Palaquium vitilevuense är en tvåhjärtbladig växtart som beskrevs av Charles Louis Gilly och Adriaan van Royen. Palaquium vitilevuense ingår i släktet Palaquium och familjen Sapotaceae. Inga underarter finns listade i Catalogue of Life.